# Jaime Hernandez
Jaime Hernandez (ibland Xaime Hernandez), född 1959, är en amerikansk serieskapare. Han är bror till Gilbert och Mario Hernandez. Han är främst känd för att ha medverkat i tidningen Love and Rockets, framför allt med serien Locas (även känd som Mechanics eller Hoppers 13) om punktjejerna Maggie och Hopey. Han tecknar i en elegant "klara linjen"-stil, inspirerad av såväl serierna Acke, Snobben och Dennis som av den amerikanske tecknaren Milton Caniff. 
Hernandez medverkar även sporadiskt i The New Yorker.